# Лихачёв, Владимир Сергеевич (пловец)
Владимир Сергеевич Лихачёв (род. 1947) — советский пловец в ластах; Мастер спорта СССР (1967), Мастер спорта СССР международного класса (1971) по подводному спорту.

## Спортивная карьера
Трёхкратный чемпион Европы по плаванию в ластах. Многократный чемпион Европы и победитель Международных соревнований по подводному ориентированию. Многократный чемпион СССР и Украинской ССР. Выступал за киевский СКА. Тренеры — З. Берман, Л. Кудин, Ю. Успенский.
В 1969 году окончил Киевский институт физической культуры (ныне Национальный университет физического воспитания и спорта Украины).
В настоящее время - председатель технического комитета Федерации Подводного Спорта и Подводной Деятельности Украины. Инструктор CMAS (три звезды).